# Боголюбов Микола Семенович
Микола Семенович Боголюбов (рос. Николай Семёнович Боголюбов; 24 листопада 1905, місто Москва — 4 червня 1975, місто Москва) — радянський партійний діяч, перший секретар ЦК КП Киргизької РСР у 1945—1950 роках. Депутат Верховної Ради СРСР 1—3-го скликань (1941—1954).

## Життєпис
Народився в родині службовця—офіціанта. У 1916 році закінчив Московське міське початкове училище. З 1918 року навчався у 26-ї Московській трудовій школі.
У 1919 році помер батько і родина змушена була переїхати в село Шпитьково Московської губернії. Від 1921 до 1924 року наймитував, працював у селянському господарстві. У 1922 році вступив до комсомолу.
У листопаді 1924 — лютому 1925 року працював завідувачем хати-читальні. З лютого по грудень 1925 року — інструктор—організатор Волоколамського повітового комітету ВЛКСМ.
Член РКП(б) з 1925 року.
У грудні 1925 — жовтні 1928 року — завідувач обліково-розподільчого, інформаційного відділу Волоколамського повітового комітету ВКП(б).
У жовтні 1928 — жовтні 1929 року — інструктор-раціоналізатор Всесоюзного товариства «Оргсбуд» у місті Москві. У 1929—1930 роках був слухачем вечірнього робітничого факультету імені Михайла Калініна.
У жовтні 1929 — грудні 1930 року — науковий співробітник кабінету управління промисловості, завідувач сектору експериментальної перевірки і експертизи Інституту техніки управління Народного комісаріату робітничо-селянської інспекції СРСР у Москві. У грудні 1930 — червні 1931 року — начальник адміністративного сектора Організаційного управління Всесоюзного об'єднання важкого машинобудування.
Від 1931 до лютого 1934 року навчався в Московському механіко-машинобудівному інституті.
У лютому 1934 — листопаді 1936 року — начальник політичного відділу Чушкалинського м'ясорадгоспу Енбекшильдерського району Казакської АРСР.
У жовтні 1936 — листопаді 1937 року — 1-й секретар Келлеровського районного комітету ВКП(б) Північноказахстанської області.
У листопаді 1937 — червні 1938 року — 1-й секретар Щучинського районного комітету ВКП(б) Північноказахстанської області.
З червня 1938 по липень 1939 року — 3-й секретар Північно-Казахстанського обласного комітету КП(б). З липня по жовтень 1939 року — секретар Північно-Казахстанського обласного комітету КП(б) з пропаганди і агітації.
У жовтні 1939 — жовтні 1942 року — 1-й секретар Семипалатинського обласного комітету КП(б) Казахстану.
У жовтні 1942 (офіційно 15 лютого 1943) — серпні 1943 року — 3-й секретар ЦК КП(б) Казахстану.
У серпні 1943 — вересні 1944 року — 1-й секретар Алма-Атинського обласного комітету КП(б) Казахстану.
5 вересня 1944 — серпень 1945 року — 1-й секретар Східноказахстанського обласного комітету КП(б) Казахстану.
26 липня 1945 — 7 липня 1950 року — 1-й секретар і член Бюро ЦК КП(б) Киргизії.
Від 1950 до 1951 року — слухач курсів перепідготовки при ЦК ВКП(б).
У 1951—1956 роках — начальник Головного дорожнього управління при Раді міністрів РРФСР, заступник міністра дорожнього та транспортного господарства РРФСР, заступник міністра автомобільного транспорту й шосейних доріг СРСР.
Від 1956 до 1974 року — головний державний арбітр Державного арбітражу при Раді міністрів РРФСР.
Вийшов у відставку 25 липня 1974 року, отримав статус персонального пенсіонера союзного значення.
Похований на Новодівочому цвинтарі Москви.

## Нагороди
- два ордени Леніна
- орден Трудового Червоного Прапора (5.11.1940)
- орден «Знак Пошани»
- орден Вітчизняної війни І ст.
- медалі